# Cideville
Cideville é uma comuna francesa na região administrativa da Normandia, no departamento de Sena Marítimo. Estende-se por uma área de 5,4 km². Em 2010 a comuna tinha 401 habitantes (densidade: 74,3 hab./km²).